# 클롱뜨이

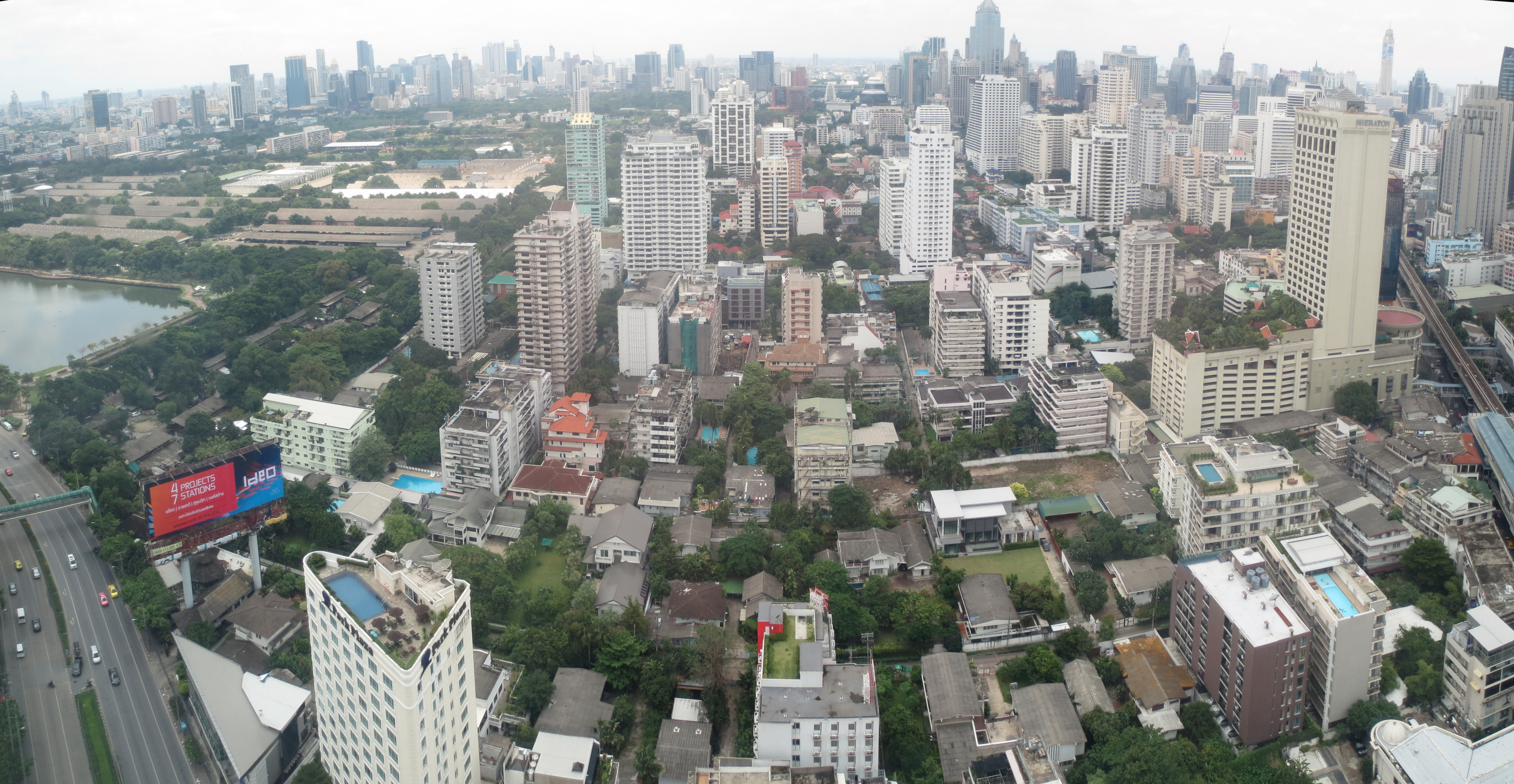

클롱뜨이는 방콕의 행정 구역이다. 이 지역의 총 인구 수는 2017년 기준으로 102,945명이다. 인구 밀도는 7,918.84km2이다.

## 행정 구역
| 1. | Khlong Toei  | คลองเตย | from the railway to Soi Sukhumvit 22      |
| 2. | Khlong Tan   | คลองตัน  | from Soi Sukhumvit 22 to Soi Sukhumvit 36 |
| 3. | Phra Khanong | พระโขนง | from Soi Sukhumvit 36 to Soi Sukhumvit 52 |